# Корм, Конг
Конг Корм (кхмер. គង់ គាំ; род. 6 апреля 1941) — камбоджийский политик и государственный деятель, министр иностранных дел в 1986—1987 годах.

## Биография
Родился в семье крестьянина в провинции Кампонгтям. Окончив среднюю школу, занимался литературным творчеством, затем преподавал в провинциальном лицее.
С 1973 года участник партизанской борьбы. После прихода к власти «красных кхмеров» был арестован и содержался в лагере. Был освобождён силами ЕФНСК и с января 1979 года принял активное участие в возрождении республики.
В начале 1979 года возглавил отдел печати министерства иностранных дел. В 1980—1981 годах посол во Вьетнаме, в 1981—1982 годах — в Монголии.
На первых парламентских выборах в 1981 году избран членом Национального собрания. С 1982 года заместитель, затем первый заместитель министра иностранных дел. В октябре 1985 года на V съезде Народно-революционной партии (с 1991 года — Народная партии Камбоджи) был избран членом ЦК.
В декабре 1986 — декабре 1987 года — министр иностранных дел.
В декабре 1987 — августе 1988 года — министр при канцелярии Совета министров, с августа 1988 — министр государственного контроля.
В 1995 году перешёл в оппозицию, занял антивьетнамскую и проамериканскую позицию. В ноябре 2012 — ноябре 2015 возглавлял Партию Сэм Рейнси, затем, после слияния последней с Партией прав человека и образования Партия национального спасения Камбоджи, перешёл в неё. После роспуска и запрета последней в ноябре 2017 года ему было запрещено судом заниматься политической деятельностью в течение пяти лет.
До 2017 года член Сената — нижней палаты камбоджийского парламента.
Является отцом Конг Моники, президента также оппозиционной партии «Кхмерская воля» (KWP).